# Walter Klier (Jurist)
Walter Ferdinand Wenzel Klier (* 17. Juli 1908 in Eger, Österreich-Ungarn; † 20. Jahrhundert) war ein deutscher Jurist. Im „Dritten Reich“ war er Staatsanwalt für politische Strafsachen in Leitmeritz und Prag, in der Bundesrepublik Deutschland Amtsgerichtsrat in Regensburg.

## Leben
Walter Klier wurde als Sohn des k.k. Juristen Wenzel Klier und seiner Frau Adelheid, geborene Schöninger in Eger, Obertorvorstadt, Felix-Dahn-Straße 20 geboren. Er begann im Wintersemester 1928/1929 an der Deutschen  Universität zu Prag Rechtswissenschaften zu studieren. Sein Studium schloss er mit der Promotion zum Dr. iur. ab.
Er trat in die Sudetendeutsche Partei (SdP) ein. Nach dem Münchner Abkommen vom 29. September 1938, in dem die deutsch besiedelten Randgebiete der Tschechoslowakei als Reichsgau Sudetenland dem Deutschen Reich zugeschlagen wurde, beantragte Klier am 4. Januar 1939 die Aufnahme in die NSDAP und wurde rückwirkend zum 1. Dezember 1938 aufgenommen (Mitgliedsnummer 6.699.021). Er war auch Mitglied der SA.
Der römisch-katholisch getaufte Klier heiratet am 3. September 1935 Ernestine Wuska. Er trat 1940 aus der Kirche aus und bezeichnete sich fortan als gottgläubig.
Klier wurde 1939 Staatsanwalt für politische Strafsachen in Leitmeritz und später in Prag. Er war als Staatsanwalt unter anderem am Sondergericht Leitmeritz tätig. Klier war Vorsitzender Richter einer der drei Strafkammern am Landgericht Brüx im Oberlandesgerichtsbezirk Leitmeritz Klier galt als „überzeugter Nationalsozialist“ mit einer „raschen Auffassungsgabe und Entschlusskraft“, sodass er 1942 an die Staatsanwaltschaft Prag berufen und befördert wurde. Er wurde Staatsanwalt am Landgericht Prag, dem das Sondergericht Prag zugeordnet war.
Nach dem Ende des NS-Staates wurde Klier auf der Kriegsverbrecherliste der Tschechoslowakei unter der Nummer A-6/278 geführt.
Ab Ende der 1950er Jahre war Klier Amtsgerichtsrat am Amtsgericht Regensburg.